# Kruklanki (gmina)
Kruklanki – gmina wiejska w województwie warmińsko-mazurskim, w powiecie giżyckim. W latach 1975–1998 gmina położona była w województwie suwalskim.
Siedziba gminy to Kruklanki.
Według danych z 17 lipca 2012 gminę zamieszkiwało 3249 osób. Natomiast według danych z 31 grudnia 2019 roku gminę zamieszkiwało 3125 osób.

## Struktura powierzchni
Według danych z roku 2002 gmina Kruklanki ma obszar 201,01 km², w tym:
- użytki rolne: 33%
- użytki leśne: 53%

Gmina stanowi 17,97% powierzchni powiatu.

## Demografia

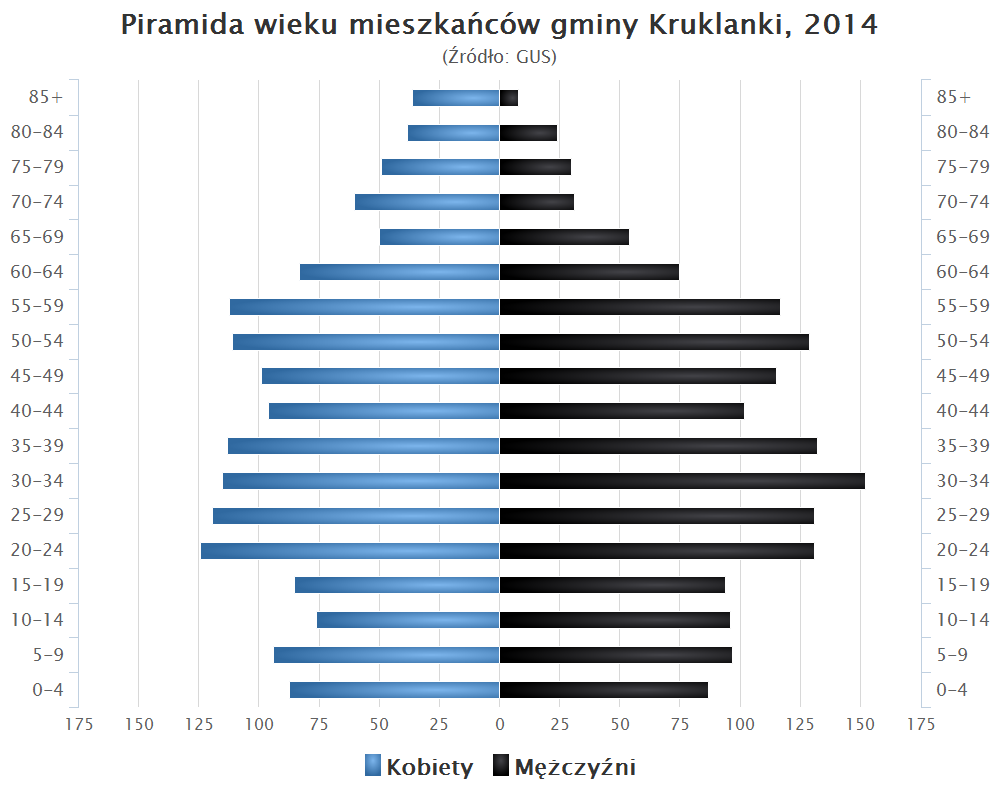
Piramida wieku mieszkańców gminy Kruklanki w 2014 roku

Dane z 30 czerwca 2004:
| Opis                              | Ogółem | Ogółem | Kobiety | Kobiety | Mężczyźni | Mężczyźni |
| --------------------------------- | ------ | ------ | ------- | ------- | --------- | --------- |
| jednostka                         | osób   | %      | osób    | %       | osób      | %         |
| populacja                         | 3006   | 100    | 1481    | 49,3    | 1525      | 50,7      |
| gęstość zaludnienia (mieszk./km²) | 15     | 15     | 7,4     | 7,4     | 7,6       | 7,6       |

## Warunki przyrodnicze
Gmina Kruklanki położona jest na pograniczu trzech krain geograficznych: Krainy Wielkich Jezior Mazurskich, Mazur Garbatych i Pojezierza Ełckiego. Lasy i jeziora zajmują ponad 60% powierzchni gminy. W leżącej na terenie gminy Puszczy Boreckiej znajdują się dzikie i pierwotne fragmenty lasu, cenne pod względem przyrodniczym. Bardzo niskie stężenie zanieczyszczeń powietrza atmosferycznego, wód i gleby było powodem zlokalizowania tam stacji kompleksowego monitoringu środowiska.
Krajobraz obszaru gminy Kruklanki ukształtował się podczas ostatniego zlodowacenia bałtyckiego. Lodowiec, który kilkakrotnie nasuwał się i ustępował z tych terenów, pozostawił liczne wyniesienia morenowe i doliny erozyjne. W niektórych takich obniżeniach znajdują się jeziora.
Na terenie gminy usytuowanych jest czternaście bardzo czystych jezior, z których największe to: Gołdapiwo, Sołtmany, Kruklin, Żywy i Brożówka. Te i inne malownicze jeziora położone w gminie Kruklanki objęte są strefą ciszy. Przez część z nich przepływa rzeka Sapina, stanowiąca atrakcyjny, 34-kilometrowy szlak kajakowy, łączący jezioro Kruklin z Mamrami.

## Szkolnictwo
Uczniowie z gminy Kruklanki uczęszczają do jednej z dwóch szkół:
- Szkoły Podstawowej im. K.I.Gałczyńskiego w Kruklankach,

obejmująca wsie Kruklanki, Brożówka, Jeziorowskie, Żabinka, Jasieniec oraz osady leśnej Knieja Łuczańska, należąca do sołectwa Możdżany;
- Szkoły Podstawowej w Boćwince,

obejmując wsie Boćwinka, Żywki, Sołtmany, Żywy, Możdżany, Jurkowo, Wolisko, Lipowo;
W latach 1999–2017 przy SP w Kruklankach działało Gimnazjum, które razem, przez 10 lat, od 2007 do 2017 tworzyły Zespół Szkół w Kruklankach.
W przeszłości istniała także trzecia pełnoklasowa (klasy I-VIII) szkoła podstawowa, również w Jurkowie, wchłonięta przez SP w Boćwince.
W latach 2002–2019 funkcjonowała w ramach Szkoły Podstawowej w Boćwince filia SP w Jurkowie (klasy 0-III), która została wygaszona z powodu braku uczniów.

## Religia
Na terenie gminy Kruklanki działają 3 parafie, wszystkie z siedzibą w Kruklankach:
- rzymskokatolicka z kościołem parafialnym pw. Wniebowzięcia NMP, przy ul. 22 lipca 28
- greckokatolicka z cerkwią parafialną pw. św. Jozafata Kuncewicza, przy ul. Wodnej

- prawosławna z cerkwią parafialną pw. św. Dymitra, przy ul. 22 lipca.

Niektóre wsie należą jednak do innych parafii rzymskokatolickich: Sołtmany – parafia Chrystusa Zbawiciela w Wydminach i Lipowo – parafia św. Kazimierza Królewicza w Orłowie. Sama parafia kruklanecka obejmuje swoim zasięgiem jedną wieś w gminie Giżycko – Sołdany.

## Sołectwa
Boćwinka, Brożówka, Jasieniec, Jeziorowskie, Jurkowo, Kruklanki, Lipowo, Możdżany, Sołtmany, Żabinka, Żywki, Żywy.

## Pozostałe miejscowości
Borki, Budziska Leśne, Chmielewo, Diabla Góra, Grądy Kruklaneckie, Jelonek, Kamienna Struga, Knieja Łuczańska, Majerka, Podleśne, Wolisko, Żywki Małe.

## Sąsiednie gminy
Banie Mazurskie, Giżycko, Kowale Oleckie, Pozezdrze, Świętajno, Wydminy